# FK Sloga Jugomagnat
El FK Sloga Jugomanat fue un equipo de fútbol de la República de Macedonia que jugó en la Primera División de Macedonia, la liga de fútbol más importante del país.

## Historia
Fue fundado en el año 1927 en la capital Skopie con el nombre Sloga Skopje y ha sido campeón de liga en 3 ocasiones y ha ganado el torneo de Copa 3 veces en 8 finales jugadas.
A nivel internacional participó en 7 torneos continentales, donde nunca ha pasado de la Segunda ronda.
El equipo descendió en la temporada 2009/10 tras no haberse presentado a 2 juegos de Liga, por lo que fue descalificado de la misma y descendido automáticamente a la Liga Regional de Macedonia.
En 2012 el club se fusiona con el FK Albarsa para crear al FK Shkupi, pero los logros del Sloga no se consideran para el nuevo club, ya que la Federación de Fútbol de Macedonia los considera como instituciones aparte.

## Palmarés
- Primera División de Macedonia: 3

1998/99, 1999/2000, 2000/01
- - Subcampeón: 2

1996/97, 1997/98
- Copa de Macedonia: 3

1995/96, 1999/2000, 2003/04
- - Finalista: 5

1996/97, 1997/98, 1998/99, 2000/01, 2002/03

## Participación en competiciones de la UEFA
| Temporada | Torneo                | Ronda            | Club                | Marcador |  |
| --------- | --------------------- | ---------------- | ------------------- | -------- |  |
| 1996/97   | UEFA Cup Winners' Cup | Ronda Preliminar | Budapest Honvéd FC  | 0-1, 0-1 |  |
| 1997/98   | UEFA Cup Winners' Cup | Ronda Preliminar | NK Zagreb           | 1-2, 0-2 |  |
| 1998/99   | Copa UEFA             | Primera ronda    | FC Oţelul Galaţi    | 0-3, 1-1 |  |
| 1999/00   | UEFA Champions League | Primera ronda    | FC Kəpəz            | 1-0, 1-2 |  |
| 1999/00   | UEFA Champions League | Segunda ronda    | Brøndby IF          | 0-1, 0-1 |  |
| 2000/01   | UEFA Champions League | Primera ronda    | Shelbourne FC       | 0-1, 1-1 |  |
| 2001/02   | UEFA Champions League | Primera ronda    | FBK Kaunas          | 0-0, 1-1 |  |
| 2001/02   | UEFA Champions League | Segunda ronda    | FC Steaua Bucureşti | 0-3, 1-2 |  |
| 2004/05   | Copa UEFA             | Primera ronda    | AC Omonia           | 0-4, 1-4 |  |